# Klageänderung im Patentnichtigkeitsprozess
Klageänderung ist im Patentnichtigkeitsprozess – unter bestimmten Voraussetzungen – die Änderung des diesem zugrundeliegenden Klageantrags und/oder Klagegrundes. Hierbei geht man von einem so genannten zweigliedrigen Streitgegenstand aus, der durch die Komponenten Klageantrag und Klagegrund bestimmt wird und im Zivilprozessrecht ganz überwiegend Anerkennung findet.

## Änderung des Klageantrags (ohne Änderung auch des Klagegrundes)

### Allgemeines
Änderungen des Klageantrags sind nicht nur im erstinstanzlichen Verfahren (vor dem Bundespatentgericht (BPatG)), sondern auch noch in der Berufungsinstanz (vor dem Bundesgerichtshof (BGH)) nach Maßgabe von § 263und § 264Zivilprozessordnung (ZPO) möglich.

### Beantragung der vollständigen anstelle der zunächst beantragten teilweisen Nichtigerklärung des Patents
1. Hat der Kläger anfänglich die Erklärung der Teilvernichtung eines Patentanspruchs beantragt und begehrt er später die vollständige Nichtigerklärung dieses Patentanspruchs, so handelt es sich nicht um eine Klageänderung im Sinne von (i. S. v.) § 263 ZPO, die einer Einwilligung des Beklagten (Patentinhabers) bedürfte oder vom Gericht als sachdienlich erachtet werden müsste,[5] sondern lediglich um eine Klageerweiterung, die gemäß § 99 Abs. 1 PatG in Verbindung mit (i. V. m.) § 264 Nr. 2 ZPO ohne weiteres zulässig ist.[6]
2. Das gilt auch für den Fall, dass der Kläger zunächst die (vollständige) Nichtigerklärung (nur) des Hauptanspruchs (oder eines Nebenanspruchs)[7] des Patents begehrt und später seinen Antrag auf die Erklärung der Nichtigkeit auch von „echten“ Unteransprüchen[8] erstreckt.[9][10]
3. Beantragt der Kläger zunächst die Nichtigerklärung nur eines oder mehrerer Unteransprüche und erstreckt er später seinen Antrag auf die Nichtigerklärung auch des Hauptanspruchs (oder eines oder mehrerer Nebenansprüche), so handelt es sich dagegen nicht nur um eine (unproblematische) Klageerweiterung i. S. v. § 264 Nr. 2 ZPO, sondern vielmehr um eine den Streitstoff verschiebende Klageänderung, für die § 99 Abs. 1 PatG i. V. m. § 263 ZPO einschlägig ist, und die demgemäß nur durchdringt, wenn der Beklagte zustimmt oder das Gericht sie für sachdienlich[11] erachtet.[12]

### Beantragung der teilweisen anstelle der anfänglich begehrten vollständigen Nichtigerklärung des Patents
1. Es handelt sich hier um den umgekehrten Fall der im Vorstehenden erläuterten Antragsänderungen. Da der Kläger nicht ein „Mehr“, sondern ein „Weniger“ begehrt, ist nicht § 263 ZPO einschlägig. Vielmehr handelt es sich um eine – nicht zustimmungsbedürftige – Klageantragsbeschränkung in der Hauptsache gemäß § 264 Nr. 2 ZPO. Zugleich liegt aber auch eine teilweise Klagerücknahme vor, so dass neben § 264 Nr. 2 ZPO auch noch § 269 Abs. 1 ZPO einschlägig ist.[13] Die teilweise Klagerücknahme kann der Kläger – ebenso wie auch die vollständige Klagerücknahme[14] – während der gesamten Prozessdauer, gegebenenfalls bis zur Entscheidungsverkündung in der Berufungsinstanz, erklären.[15] Die teilweise Klagerücknahme bestimmt sich also nach § 99 Abs. 1 PatG i. V. m. den §§ 264 Nr. 2, 269 Abs. 1 ZPO, wonach es – jedenfalls bis zum Beginn der mündlichen Verhandlung zur Hauptsache – keiner Einwilligung des Beklagten in die Klagerücknahme bedarf.[1]
2. Eine Besonderheit des Patentnichtigkeitsverfahrens gegenüber dem „normalen“ Zivilprozess besteht allerdings darin, dass es nach höchstrichterlicher Rechtsprechung[16] – entgegen § 269 Abs. 1 ZPO – auch dann keiner Einwilligung des Beklagten bedürfen soll, wenn die Klage erst nach Beginn der mündlichen Verhandlung zurückgenommen wird.

## Änderung des Klagegrundes

### Auswirkungen auf den Streitgegenstand
Nach dem hier zugrundegelegten Begriff des zweigliedrigen Streitgegenstands ändert sich der Streitgegenstand (auch) dann, wenn der Klagegrund geändert wird, und zwar ungeachtet dessen, ob darüber hinaus eine Änderung auch des Klageantrags erfolgt oder nicht. Da der Kläger mit der Angabe eines bestimmten Klagegrundes die Richtung festlegt, in der das Patent auf seine Rechtsbeständigkeit überprüft werden soll, liegt im Falle von Streitgegenstandsänderungen in Patentnichtigkeitsverfahren das Schwergewicht regelmäßig auf Änderungen des Klagegrunds und weniger auf Klageantragsänderungen, obwohl letztere hinsichtlich ihrer prozessualen Folgen, wie oben dargelegt, vergleichsweise kompliziert sind. Unter welchen Voraussetzungen kommt es zu einer Änderung des Klagegrundes? Gemäß dem oben Gesagten ändert sich ein – zunächst geltend gemachter – Klagegrund dann, wenn anstelle eines oder zusätzlich zu einem der angegebenen Klagegründe ein anderer Klagegrund aus dem Gesamtkatalog (siehe die unten angeführten Beispiele) geltend gemacht wird.

### Beispiele
1. Eine Änderung des Klagegrundes liegt z. B. vor, wenn eine zunächst auf mangelnde Patentfähigkeit gemäß § 22 Abs. 1, 1. Alt. PatG i. V. m. § 21 Abs. 1 Nr. 1 PatG gestützte Nichtigkeitsklage später mit unzulässiger Erweiterung gemäß § 22 Abs. 1, 1. Alt. i. V. m. § 21 Abs. 1 Nr. 4 PatG begründet wird, etwa weil der Kläger im Verlaufe des Verfahrens zur Auffassung gelangt, der Klagegrund der mangelnden Patentfähigkeit werde möglicherweise nicht durchgreifen.
2. Ebenfalls ist eine Änderung des Klagegrundes gegeben, wenn der Kläger einen zunächst vorgebrachten Nichtigkeitsgrund, z. B. mangelnde Patentfähigkeit, im Laufe des Verfahrens noch durch einen oder mehrere weitere Nichtigkeitsgründe, z. B. unzureichende Offenbarung und/oder unzulässige Erweiterung etc., ergänzt.
3. Keine Änderung des Klagegrundes liegt dagegen vor, wenn der Kläger – z. B. – sein Begehren zunächst (nur) auf fehlende Neuheit des Patentgegenstands stützt und später – ersatzweise oder zusätzlich – mangelnde erfinderische Tätigkeit (fehlende „Erfindungshöhe“) und/oder mangelnde gewerbliche Anwendbarkeit geltend macht. Denn bei fehlender Neuheit, erfinderischer Tätigkeit oder gewerblicher Anwendbarkeit handelt es sich lediglich um drei von mehreren möglichen Alternativvoraussetzungen ein und desselben Klagegrundes, nämlich des Fehlens der Patentfähigkeit, § 21 Abs. 1 Nr. 1 i. V. m. § 1, § 2, § 3, § 4 und § 5PatG.
4. Ähnlich verhält es sich, wenn der Kläger anfangs geltend macht, der Patentgegenstand sei – für die Nacharbeitbarkeit durch den Fachmann – nicht genügend vollständig offenbart, und später behauptet, es sei keine ausreichend deutliche Offenbarung gegeben. Beide Begründungsvarianten fallen unter den Klagegrund des § 21 Abs. 1 Nr. 2 PatG. Es liegt also auch hier keine Änderung des Klagegrundes vor.

### Prozessuale Rechtsfolge einer Änderung des Klagegrundes
Ist eine Änderung des Klagegrundes gegeben, so bedeutet sie zwingend eine Klageänderung i. S. v. § 99 Abs. 1 PatG i. V. m. § 263 ZPO, die der Einwilligung des Beklagten oder der Anerkennung der Sachdienlichkeit durch das Gericht bedarf. Änderungen des Klagegrundes, somit Klageänderungen, sind – nach Maßgabe des § 263 ZPO – auch noch in der Berufungsinstanz zulässig.